# آب را گل نکنید
آب را گل نکنید فیلمی به کارگردانی شهریار بحرانی و نویسندگی انسیه شاه‌حسینی محصول سال ۱۳۶۸ است.

## بازیگران
- رؤیا نونهالی
- بهروز رضوی
- اسماعیل سلطانیان
- زهره سرمدی
- بهروز پیروزیان